# Stephen Hihetah
Stephen Hihetah (ur. 23 września 1991 w Brent) – rumuński rugbysta występujący w formacji ataku, reprezentant kraju.
Jego matka była Rumunką, zaś ojciec pochodził z Ghany, a poznali się, gdy studiował w Bukareszcie. Rodzina następnie osiadła w Londynie, gdzie urodził się Stephen Hihetah. Początkowo chciał uprawiać piłkę nożną, w 2004 roku zaczął grać w rugby.
Uczęszczał do Salvatorian College, gdzie grał w rugby przez pięć lat, w latach 2008–2010 trenował także w Akademii London Wasps, zaliczył także występ w zespole rezerw Wasps. W 2010 roku podpisał kontrakt z London Scottish, z którym związany był do końca sezonu 2011/12. W tym czasie wystąpił łącznie w szesnastu spotkaniach, a zespół uzyskał awans do RFU Championship. Na początku 2012 roku został wypożyczony do Barking RFC, nowy sezon rozpoczął w barwach Blackheath FC, lecz jeszcze w tym samym roku powrócił do Barking RFC. W październiku 2013 roku podpisał kontrakt z CSM Universitatea Baia Mare, występował również w europejskich pucharach w rumuńskiej drużynie związkowej, București Rugby. Po powrocie na Wyspy Brytyjskie grał kolejno w Yorkshire Carnegie, Doncaster Knights, Hull RUFC i Rosslyn Park F.C., z którego był wypożyczany do East Grinstead RFC.
Na jednym z turniejów w Wielkiej Brytanii zwrócił na siebie uwagę Bogdana Munteana, szkoleniowca rumuńskiej reprezentacji rugby siedmioosobowego. Wkrótce otrzymał do niej powołanie i zagrał w obydwu turniejach Mistrzostw Europy w Rugby 7 Mężczyzn 2013 – w Lyonie i Bukareszcie. Z kolei w roku kolejnym znalazł się w składzie na trzy z czterech turniejów ME 2014 – w Lyonie, Manchesterze i Bukareszcie.
W kadrze rugby piętnastoosobowego z uwagi na kontuzję Adriana Matei zadebiutował w czerwcu 2013 roku podczas IRB Nations Cup 2013 w decydującym o tytule meczu z Włochami A. Został tym samym pierwszym czarnoskórym zawodnikiem w historii rumuńskiej reprezentacji. Wystąpił także w dwóch spotkaniach w listopadzie tego roku, dwóch w czerwcu 2014 roku oraz jednym w czerwcu roku 2015.